# Bloedzuivering
Bloedzuivering is in de kruidengeneeskunde een veel gebruikte term voor een vorm van ontgifting. Allerlei kruiden zouden 'bloedzuiverend' en 'vochtafdrijvend' werken.
Door de verrichtingen van de spijsvertering en het metabolisme ontstaan er afvalstoffen die uiteindelijk uit de cellen weer in het bloed terechtkomen, en die uit het lichaam dienen te worden verwijderd. Hiervoor gebruikt het lichaam de longen, de lever en de nieren.

## Uitscheiding
Verreweg de meeste overtollige stoffen worden passief uitgescheiden: ze worden in de nieren gefilterd en verlaten het lichaam met de urine. Dit proces kan niet of nauwelijks worden beïnvloed door medicamenten - met name diuretica (plastabletten) beïnvloeden eigenlijk alleen de hoeveelheid water die samengaat met de uitscheiding van de afvalstoffen, niet de hoeveelheid noch de verscheidenheid van de uitgescheiden afvalstoffen.

## Lever
In de lever treedt ontgifting van vele stoffen op. Deze kan echter voor gegeven stoffen niet of nauwelijks worden versterkt, hoewel sommige stoffen versneld worden afgebroken als men andere (giftige) stoffen geeft waarvoor de lever meer enzymen moet maken om ze weg te werken (enzyminductie), en andere juist niet meer kunnen worden ontgift als er middelen worden gebruikt die de voor de ontgifting benodigde enzymen blokkeren.
De lever draagt bij aan de constante en evenwichtige samenstelling van het bloed. Derhalve is voor de functies van de lever de kreet 'bloedzuiverend' biologisch een dooddoener, want dat het bloed door de lever wordt gezuiverd is evident.